# ノリス・ウィーズ
ノリス・ウィーズ（Norris Weese 1951年8月12日-1995年1月20日）はルイジアナ州バトンルージュアメリカンフットボール選手。NFLのデンバー・ブロンコスに所属した。ポジションはクォーターバック。

## 経歴
チャルメット高校からミシシッピ大学に進学、アーチー・マニングに続いて同大学の先発QBとなった。1974年1月に行われたフラボウルでは東軍の勝利に貢献した。
1974年のNFLドラフトでロサンゼルス・ラムズから4巡目で指名されたがロースターに残れず、2シーズン、ワールド・フットボール・リーグのハワイアンズでプレイした。1976年から1979年まで4シーズンをデンバー・ブロンコスで過ごしたがキャリアの大部分を控えQBとして過ごした。
1978年1月15日に行なわれたダラス・カウボーイズとの第12回スーパーボウルで先発QBのクレイグ・モートンが5回目の被インターセプトとなるかに見えたプレイの直後、第3Q残り6分47秒から交代出場し。タッチダウンドライブをあげチームは10-20と詰め寄ったが第4Qにファンブルし、アーロン・カイルにボールをリカバーされた。その直後のドライブでカウボーイズはロバート・ニューハウスがTDパスを決めて27-10とし試合の行方を決定的づけた。
1979年に先発QBに昇格したが、第6週の試合でシーズン絶望となるひざの負傷を負い、それが原因でそのシーズンで現役生活を終えた。先発して4勝2敗の成績を残した。
4シーズンの成績はパス251本中143本成功、TDパス7回、TDラン5回であった。現役引退後はコロラド州デンバーで公認会計士となった。
1995年1月20日に骨肉腫のため妻、娘2人、息子1人を残して亡くなった。

## 人物
モバイル型のQBであり、1976年のシカゴ・ベアーズ戦では120ヤードを走った。この試合ではチームメートのRBオーティス・アームストロングも116ヤードを走ったが、これは同一試合でQBとRBが100ヤード以上走った最初の例となっている。